# Эльфийская песнь
«Эльфийская песнь» (яп. エルフェンリート Эруфэн Ри:то, нем. Elfen Lied (Эльфэн Ли:д)) — научно-фантастическая сэйнэн-манга, написанная Линном Окамото. Сюжет манги повествует о расе мутантов-диклониусов, обладающих психокинетическими способностями. Название является отсылкой к немецкой песне Elfenlied немецкого поэта Эдуарда Мёрике. Манга была начата в 2002 году и завершена в 2005 году. Изначально она публиковалась в журнале Young Jump, а позднее вышла в 12 томах, опубликованных издательством Shueisha. Произведение затрагивает темы социального отчуждения, идентичности, предрассудков, мести, насилия, ревности, раскаяния и смысла человеческой жизни.
По мотивам манги был снят аниме-сериал. В Японии он был впервые показан в 2004 году по телеканалу AT-X и повторно транслировался в следующем году. Сериал состоит из 13 серий и одного спецвыпуска, события которого происходят приблизительно между 10-й и 11-й сериями аниме-сериала, поэтому его называют 10,5 («десятой с половиной») серией. Этот спецвыпуск, в отличие от сериала и манги, не содержит сцен ярко выраженной жестокости, кроме того, он выполнен в более простой графической манере.
Аниме-сериал был лицензирован в Америке компанией ADV Films, в Австралии лицензию приобрела Madman Entertainment. В 2006 году сериал был озвучен на русском языке студией «Камертон» и издан на DVD компанией MC Entertainment; спецвыпуск в это издание не вошёл.
20 января 2021 года в Колпинском районном суде Санкт-Петербурга было вынесено постановление о запрете распространения аниме-сериала «Эльфийская песнь» на одном из интернет-сайтов.

## Сюжет
Согласно сюжету, в ходе эволюции на Земле зарождается новый вид разумных существ — «диклониусы», представленные как новая ступень развития человечества. В отличие от людей, диклониусы имеют рога, дающие им возможность использовать «векторы», по действию эквивалентные телекинезу. Они могут использоваться диклониусом как для нападения, так и до определённой степени для защиты от огнестрельного оружия. Вероятность того, что в ходе случайных мутаций у человека родится диклониус, крайне мала. Однако диклониусы являются переносчиками особого вируса, который приводит к тому, что у людей начинают рождаться исключительно девочки-силпелиты. В отличие от полноценных диклониусов, они не способны на продолжение рода, однако быстрее развиваются и способны передавать вирус дальше. Как в случае силпелитов, так и в случае диклониусов, повреждение рогов имеет тяжёлые последствия для психики и ведёт к раздвоению личности, а также к утрате способности управлять векторами.
Для изучения диклониусов была создана секретная организация, возглавляемая неким Какудзавой, считающим себя потомком диклониусов, в прошлом смешавших свою кровь с человеческой. Однако, как раскрывается в конце манги, он всего лишь человек с рогами. Организация Какудзавы уничтожает обнаруженных ею младенцев-силпелитов или забирает их на опыты. Свою жестокость она оправдывает, распространяя среди сотрудников информацию о том, что силпелиты, достигнув возраста трёх лет, убивают своих родителей и не имеют иной цели в жизни, кроме как уничтожать человечество. Любая информация, показывающая, что диклониусы могут сосуществовать с людьми, верхушкой организации просто игнорируется. Силпелиты, в свою очередь, ненавидят учёных за проводимые на них опыты и ввиду этого действительно желают человечеству смерти.
История повествует о главной героине, Люси, представленной как первый диклониус, появившийся на Земле. В детстве над ней постоянно издевались из-за её рогов, поэтому она стала убийцей и ненавидит человечество. Также в прошлом, полагая, что её возлюбленный Кота предал её, она убила всю его семью. Из-за чувства вины перед Котой, а также из-за травмы головы, полученной при побеге из лаборатории Какудзавы, она страдает раздвоением личности. Несмотря на муки совести, она поселяется в доме Коты, так как её альтер эго ничего не знает о совершённых ранее преступлениях. При издании аниме-адаптации сюжет был упрощён и сокращён. Её концовка отличается от манги, и многие персонажи манги в аниме-адаптации не появляются.

## Манга
Манга Elfen Lied, написанная Линном Окамото, публиковалась в японском еженедельном журнале Young Jump. Всего издательством Shueisha было опубликовано 12 томов; первый вышел в свет 18 октября 2002 года, а последний — 18 ноября 2005 года. В мангу также вошли шесть дополнительных глав: MOL, Dejitoporisu, Memoria, Elfen Lied, Mō hitotsu no shiawase na mirai и Sake wa nomu hō nomareru hō?. Сам автор писал, что манга изначально задумывалась им как короткое произведение, однако её успех у читателей побудил его продолжить сюжет. Публикация всей манги оказала влияние на стиль рисования мангаки. По его словам, первые тома произведения были нарисованы им в «неуклюжем и детском стиле», хотя он и прикладывал значительные усилия к их прорисовке.
Манга была опубликована на немецком (Tokyopop Germany), китайском (Ever Glory Publishing), итальянском (Planet Manga) и испанском (Grupo Editorial, Editorial Ivrea) языках.

## Аниме
По мотивам манги в 2004 году был снят 13-серийный аниме-сериал с одноимённым названием. Создавалось аниме на студии ARMS, режиссёром стал Мамору Камбэ. Когда началась работа по созданию аниме, автор сценария Такао Ёсиока порекомендовал Камбэ в качестве режиссёра. Он считал, что стиль Камбэ идеально подойдёт для адаптации манги в аниме-сериал. Камбэ поначалу не имел намерения присоединяться к созданию сериала, однако после ознакомления с мангой Линна Окамото проявил интерес к проекту. Хотя манга насчитывала в общей сложности 107 глав, перед группой Камбэ была поставлена задача снять сериал, состоящий только из 13 серий. Поэтому в аниме не вошли многие детали, которые, как считал режиссёр, играли важную роль в манге и могли бы сделать сериал более эмоциональным. Камбэ изначально считал, что «Эльфийская песнь» была любовной историей, и сериал следует снять таким образом, чтобы заставить зрителя плакать. После нескольких посещений города Камакура (где разворачивается сюжет манги) Мамору Камбэ сообщил, что данное место благодаря своей географии идеально подходит в качестве сеттинга для эмоциональной и местами жуткой драмы.
Аниме впервые транслировалось по японскому телеканалу AT-X в период с 25 июля по 17 октября 2004 года. Сериал также демонстрировался в ряде других стран: в США, Канаде, Великобритании, Франции, Испании, Бельгии, странах Южной Африки и России. В 2005 году вышла OVA, действие которой разворачивается между 10-й и 11-й сериями основного сериала. Данная серия вошла в 7-й DVD-выпуск сериала, её трансляции по телевидению не проводилось.
В 2004 году аниме было лицензировано компанией ADV Films, а в 2005 году выпущено ей в формате DVD. Издание от ADV Films включало в себя как оригинальную японскую озвучку, так и английский дубляж; в него также вошли открывающая и закрывающая заставки, концепт-арт и анонсы других продуктов ADV. Во время аниме-фестиваля Anime Boston 2006 ADV Films приобрела лицензию на распространение OVA-серии на территории США. По информации ADV Films, сериал вошёл в число бестселлеров компании за 2005 год, а также в число наиболее известных продуктов, распространением которых она занималась. 1 сентября 2009 года в связи с закрытием ADV Films права на распространение сериала были переданы компании AEsir Holdings. В Австралии лицензия на сериал была приобретена Madman Entertainment, а во Франции его распространением занималась компания Kaze.
В России аниме (за исключением OVA) было лицензировано компанией MC Entertainment. В российское издание в качестве дополнительных материалов вошли вступительная и завершающая заставки, японские и российский видеоролики, анонсы других сериалов, лицензированных MC Entertainment, и рекламные материалы. Сериал был показан в «Большом зале Центрального дома предпринимателя» в рамках «Четвёртого московского аниме-фестиваля».
Сериал номинировался на американскую премию American Anime Awards 2007 года в категории «Лучший короткометражный фильм», однако в данной категории победителем стал сериал FLCL.

### Стиль и тематика
На официальном сайте аниме режиссёр Мамору Камбэ писал, что в сериале наглядно демонстрируется то, как люди делят друг друга по различным признакам. Режиссёр сообщал также и о том, что даже те зверства, которые совершала Люси в течение сериала, во многом обусловлены отношением близких людей друг к другу. В сериале часто демонстрируются события, которые влияют на становление человеческой личности, и проблемы, являющиеся результатом дискриминации. Также изображается контраст между сочувствием и местью. В аниме имеет место тема геноцида — как диклониусы, так и люди стремятся «очистить» мир друг от друга и заселить его себе подобными.
В сериале присутствуют сцены крови, жестокости и наготы. Стиг Хогсет писал, что в аниме «изображена тёмная сторона человеческой природы». Аниме, сочетающее в себе различные оттенки и жанры, было описано рецензентом Anime News Network Бамбу Донг как «смесь огромного количества жестокости с большой порцией привлекательности».

### Культурные отсылки
Во вступительной и завершающих заставках используется графика, основанная на картинах известного австрийского художника Густава Климта, таких как «Поцелуй» и «Портрет Адели Блох-Бауэр I». Поэма Elfenlied, которая фигурирует в манге, была написана немецким поэтом Эдуардом Мёрике; музыку к ней сочинил австрийский композитор Хуго Вольф.
- «Поцелуй»
- «Объятия»
- «Даная»
- «Водяные змеи I»

### Список серий сериала
| |                                                              |            |  |
| 01 | Встреча ~ Begegnung «Кайко:» (邂逅)                          | 25.07.2004 |  |
| Диклониус Люси сбегает из лаборатории, где над ней проводили опыты в течение многих лет, убив охрану. Во время побега она получает черепно-мозговую травму от выстрела снайпера, однако ей удаётся покинуть остров. Тем временем студент Кота встречается со своей кузиной Юкой на железнодорожной станции. Отправившись посмотреть на океан, они находят у берега Люси и приводят её к себе домой, где дают девушке, ведущей себя как маленький ребёнок, имя Ню. Юка показывает Коте гостиницу, где ему предстоит жить. В результате неприятного инцидента Люси-Ню убегает. |                                                              |            |  |
| 02 | Уничтожение ~ Vernichtung «Со:то:» (掃討)                    | 01.08.2004 |  |
| Для уничтожения Люси Курама вызывает элитное спецподразделение SAT, в числе которого солдат Бандо, страдающий психическим расстройством. Выполняя задание, он и его товарищ находят Люси на берегу океана. Однако спецназовцы терпят поражение в схватке — Люси убивает напарника Бандо, а его самого ранит выстрелом из автомата. Прижатый к земле спецназовец пытается угрожать диклониусу, несмотря на совершенно неподходящее для этого положение, и девушка при помощи векторов лишает Бандо правой руки и обоих глаз и собирается убить, но, в последнюю секунду превращается снова в Ню. Кота находит её и возвращает домой. К нему приходят двое полицейских и просят забыть о том, что он видел.                                       |                                                              |            |  |
| 03 | В глубине ~ Im Innersten «Кё:ри» (胸裡)                      | 08.08.2004 |  |
| Для поиска и возвращения Люси Курама решает послать силпелита Нану, которая верит в то, что Курама — её отец. Кота заболевает, к нему приходит Юка, чтобы позаботиться о нём; позднее она сообщает о том, что собирается переехать к нему жить. Маленькая бездомная девочка Майю приходит в дом Коты, чтобы вернуть его потерянный зонтик. Нана обнаруживает Люси возле кладбища. |                                                              |            |  |
| 04 | Столкновение ~ Aufeinandertreffen «Сёкугэки» (触撃)          | 15.08.2004 |  |
| Обнаружив Люси, Нана требует следовать за ней, однако та отказывается. Между девушками начинается бой. Его видит Майю, которая пытается остановить диклониусов, но Люси отбрасывает её в сторону. В результате побеждает Люси, после чего отрезает Нане руки и ноги. На место прибывает Курама с отрядом спецназа, но Люси удаётся сбежать. Юка просит Коту позволить Майю остаться в их доме. |                                                              |            |  |
| 05 | Приём ~ Empfang «Ракусё:» (落掌)                             | 22.08.2004 |  |
| В серии показано тяжёлое детство Майю, подвергавшейся сексуальному насилию со стороны приёмного отца и по этой причине сбежавшей из дома. Отправившись в колледж, Кота и Юка берут с собой Ню, где их преподаватель профессор Юу Какудзава (сын начальника той лаборатории, откуда сбежала Люси) узнаёт её и представляется её родственником, после чего Юка и Кота оставляют Люси в учебном заведении. Какудзава усыпляет Ню, однако позднее она просыпается как Люси и отрубает ему голову. |                                                              |            |  |
| 06 | Душевное тепло ~ Herzenswärme «Тю:дзё:» (衷情)               | 29.08.2004 |  |
| Бандо, которому были установлены искусственные глаза и протез вместо руки, сбегает из госпиталя и решает отомстить Люси любой ценой. Кота возвращается в колледж, чтобы найти Люси. Вместе с ассистенткой профессора Аракавой Кота обнаруживает обезглавленное тело Какудзавы в подвале. Майю встречает Бандо на пляже и случайно проговаривается, что знает Люси. Тот пытается силой получить от Майю информацию о местонахождении Люси, но она уговаривает отпустить её. Позже Кота и Юка находят Люси и отводят её к себе домой. На берег в спасательной капсуле прибывает Нана, которой вместо рук и ног были установлены протезы. Пытаясь двигаться вперёд, она сталкивается с Бандо, который, увидев её рога, направляет на неё пистолет. |                                                              |            |  |
| 07 | Неожиданная встреча ~ Zufällige Begegnung «Сайкай» (際会)    | 5.09.2004  |  |
| Между Наной и Бандо происходит стычка, в результате которой девочка оказывается ранена, а Бандо ломает свою искусственную руку. Поняв, что они оба пострадали от действий Люси, Нана предлагает Бандо объединить усилия, но тот отказывается. Позже Нана встречает Майю, которая становится её лучшей подругой. Майю отводит Нану домой к Коте, но Нана, увидев Ню, неожиданно атакует её. |                                                              |            |  |
| 08 | Начало ~ Beginn «Ко:си» (嚆矢)                               | 12.09.2004 |  |
| В серии показано детство Люси, над которой постоянно жестоко издевались сверстники. Увидев, как те до смерти забили щенка забавы ради, Люси убила их при помощи векторов. Нана рассказывает Майю правду о диклониусах и предупреждает об истинной сущности Люси. |                                                              |            |  |
| 09 | Драгоценные воспоминания ~ Schöne Erinnerung «Цуйоку» (追憶) | 19.09.2004 |  |
| Показаны дни из детства Люси и Коты, когда они хорошо проводили время вместе; Кота не подозревал о том, что его подруга убивала людей, чтобы единожды воспользоваться их жильём. Узнав о том, что Кота скоро уезжает, Люси намеревается проводить его. Застав Коту вместе с Юкой, Люси отчаивается и совершает массовое убийство. |                                                              |            |  |
| 10 | Дитя ~ Säugling «Эйдзи» (嬰児)                               | 26.09.2004 |  |
| Люси приходит в себя и собирается напасть на Нану, однако Майю останавливает их, встав между ними и едва не погибнув. Кота принимает Нану в семью, она извиняется за нападение на Люси. Показано прошлое Курамы, когда он только начинал заниматься исследованиями диклониусов. У него рождается дочь-диклониус Марико. Курама собирается убить её, но его жена перед смертью просит этого не делать. |                                                              |            |  |
| 11 | Смесь ~ Vermischung «Сакусо:» (錯綜)                         | 3.10.2004  |  |
| Марико выпущена под надзором из лаборатории, где она провела всю свою жизнь. Почувствовав присутствие другого диклониуса, Нана отправляется на его поиски и находит Марико на мосту. Между ними начинается бой. |                                                              |            |  |
| 12 | Потрясение ~ Taumeln «Дэйнэй» (泥濘)                         | 10.10.2004 |  |
| Марико побеждает Нану и мучит её. Кота и Ню появляются на мосту, где их атакует отряд спецназа. Нана «отключает» векторы Марико, но сама падает в море, откуда её спасает Курама. Ню превращается в Люси и убивает спецназовцев. Наблюдая за этим, Кота вспоминает, что именно таким методом и были убиты его отец и сестра. Люси даёт понять, что именно она повинна в гибели его семьи. После этого на них нападает Бандо. |                                                              |            |  |
| 13 | Озарение ~ Erleuchtung «Фугэн» (不還)                        | 17.10.2004 |  |
| Бандо вновь побежден Люси, но та оставляет его в живых и уходит. Люси и восстановившая векторы Марико сходятся в последней битве, в которой Люси терпит поражение, потеряв один из рогов. Курама и Марико погибают при взрыве заложенной в тело силпелита бомбы с дистанционным управлением. Последнее свидание Коты и Люси, после которого её показывают в плотном кольце окружения спецназовцев, открывшего огонь и отстрелившим Люси ещё один рог, после чего её дальнейшая судьба неизвестна. В эпилоге показано, как домой к Коте кто-то пришёл, однако когда он идёт открывать дверь, виден только силуэт пришедшего. |                                                              |            |  |

### OVA
| | |            |  |
| 01 | Под дождём, или как же девочка может испытать такие чувства? ~ Regenschauer «Ториамэ ни тэ аруй ва, сё:дзё ва икани си тэ соно синдзё: ни итатта ка» (通り雨にて 或いは、少女はいかにしてその心情に至ったか？) | 21.04.2005 |  |
| Нана только начинает привыкать к жизни в доме Коты. Он поручает ей помочь убраться в доме вместе с Ню. Также в OVA показано прошлое Люси, когда она была схвачена Курамой, а её подруга была застрелена. | |            |  |

## Другие издания
В 2003 году Компания OutBack выпустила игру в жанре 2D-файтинг. Игра основана на манге. В ней есть 10 персонажей. Это персонажи манги: Ню, Маю, клон Марико, Каэде, Каэдэ в детстве, Марико, Нана, Анна и, кроме того, присутствуют не встречавшиеся ни в аниме, ни в манге персонажи Мисаки и Потерянный Номер (Lost number). В наёмниках и противниках есть Курама, Бандо и некоторые другие персонажи манги. Краткие характеристики игры:
Год выпуска: 2003
Жанр: fighting
Разработчик: OutBack
Издательство: EnterBrain Inc
Платформа: PC
Системные требования: Pentium 700
128 Mb
32 Mb Видео
В 2005 году Даниэлем Кимом был написан пародийный веб-комикс под названием Nana’s Everyday Life, сюжет которого рассказывает альтернативную историю Наны. Несмотря на наличие юмора, произведение, как и оригинальная манга, включает в себя сцены жестокости.

## Музыка

### Вступительная заставка
Текст песни вступительной заставки «Lilium» (с лат. — «лилия») основан на отрывках из Библии и григорианских песнопений «Ave mundi spes Maria» и «Кирие элейсон». Музыку, используя указанные выше тексты, написали Каё Кониси и Юрико Кондо (Kayo Konishi & Yukio Kondo), поскольку их попросили сделать песню на манер церковного песнопения. Lilium существует в двух версиях: обычной, исполняемой женским голосом (Кумико Нома), и расширенной, так называемой «святой версии» (~saint version~), исполняемой мужским хором (GRIFFIN Chorus), которая звучит в первой, второй, четвёртой, девятой, десятой и последней сериях, а также в OVA-серии.
Ниже приведён текст песни, исполняемой в аниме (текст с обложки компакт-диска саундтрека содержит опечатки: indicum вместо iudicium, quoniqm вместо quoniam, probates вместо probatus, accipient вместо accipiet, benigma вместо benigna), и оригинальная версия текстов с переводами на русский:
| Латинский текст                                                            | Перевод                                                                           | Источник             | Примечания                                                                              |
| -------------------------------------------------------------------------- | --------------------------------------------------------------------------------- | -------------------- | --------------------------------------------------------------------------------------- |
| Os iusti meditabitur sapientiam                                            | Уста праведника изрекают премудрость,                                             | Пс. 36:30            |                                                                                         |
| Et lingua eius loquetur iudicium                                           | и язык его произносит правду.                                                     | Пс. 36:30            |                                                                                         |
| Beatus vir qui suffert tentationem                                         | Блажен человек, который переносит искушение,                                      | Иак. 1:12            |                                                                                         |
| Quoniam cum probatus fuerit accipiet coronam vitae                         | потому что, быв испытан, он получит венец жизни                                   | Иак. 1:12            |                                                                                         |
| Kyrie, fons bonitatis                                                      | Господи, источник благости,                                                       | Кирие элейсон        | Только в «святой версии»                                                                |
| Kyrie, Ignis Divine, Eleison                                               | Господи, огонь божественный, помилуй                                              | Кирие элейсон        |                                                                                         |
| O quam sancta, quam serena, quam benigna, Quam amoena esse virgo creditur. | Верят, что дева - о, как свята, как безмятежна, как благожелательна, как приятна! | Ave Mundi Spes Maria | Только в «святой версии».                                                               |
| O quam sancta, quam serena, quam benigna, Quam amoena esse virgo creditur. | Верят, что дева - о, как свята, как безмятежна, как благожелательна, как приятна! | Ave Mundi Spes Maria | Только в «святой версии».                                                               |
| O quam sancta, quam serena, quam benigna                                   | О, как ты свята, Как ты безмятежна, Как ты благожелательна,                       | Ave Mundi Spes Maria |                                                                                         |
| Quam amoena O castitatis lilium                                            | Как ты приятна, О, Лилия чистоты.                                                 | Ave Mundi Spes Maria | Получено заменой «esse virgo creditur» на «O castitatis lilium» из другого места гимна. |

### Саундтрек
Оригинальный саундтрек аниме вышел 21 октября 2004 года в формате CD и поставлялся в комплекте с ограниченным изданием первого DVD с сериалом. Музыка была написана Каё Кониси и Юкио Кондо. Саундтрек включает в себя 15 композиций. Альбом под названием Be Your Girl был выпущен 28 апреля 2004 года. В него вошли 4 музыкальные композиции: песня Be Your Girl (в аниме она звучит в конце серий), Hoshi ni Negai o (яп. ☆に願いを Хоси ни Нэгаи о) и их инструментальные версии. Обе песни были написаны Като Дайсукэ и прозвучали в исполнении японской певицы Тиэко Кавабэ.
| №                   | Название                                 | Автор(ы)               | Длительность |
| ------------------- | ---------------------------------------- | ---------------------- | ------------ |
| 1.                  | «Lilium ~ opening version ~»             | Кониси Каё, Кондо Юкио | 1:32         |
| 2.                  | «Katsubou (яп. 渇望)» (англ. Longing)    |                        | 2:10         |
| 3.                  | «Shinkai (яп. 深海)» (англ. Deep Sea)    |                        | 2:54         |
| 4.                  | «Hanayou (яп. 花容)» (англ. Flower-like) |                        | 1:07         |
| 5.                  | «Senkou (яп. 閃光)» (англ. Flash)        |                        | 2:05         |
| 6.                  | «Youran (яп. 揺籃)» (англ. Cradle)       |                        | 2:32         |
| 7.                  | «Jouzai (яп. 浄罪)» (англ. Purgation)    |                        | 1:51         |
| 8.                  | «Rin'ne (яп. 輪廻)» (англ. Samsara)      |                        | 1:34         |
| 9.                  | «Yakusoku (яп. 約束)» (англ. Promise)    |                        | 2:10         |
| 10.                 | «Hakuri (яп. 剥離)» (англ. Peeling)      |                        | 2:53         |
| 11.                 | «Uso Sora (яп. 虚空)» (англ. Void)       |                        | 2:58         |
| 12.                 | «Youkou (яп. 陽光)» (англ. Sunlight)     |                        | 4:52         |
| 13.                 | «Neiji (яп. 螺旋)» (англ. Spiral)        |                        | 6:28         |
| 14.                 | «Ametsuyu (яп. 雨露)» (англ. Hollow)     |                        | 2:00         |
| 15.                 | «Lilium ~ saint version ~»               |                        | 2:55         |
| Общая длительность: | Общая длительность:                      | Общая длительность:    | 40:05        |

| №                   | Название                           | Длительность |
| ------------------- | ---------------------------------- | ------------ |
| 1.                  | «Be Your Girl»                     | 4:30         |
| 2.                  | «Hoshi ni Negai o (яп. ☆に願いを)» | 4:18         |
| 3.                  | «Be Your Girl (Instrumental)»      | 4:30         |
| 4.                  | «Hoshi ni Negai o (Instrumental)»  | 4:15         |
| Общая длительность: | Общая длительность:                | 17:33        |

## Критика
Аниме-сериал «Эльфийская песнь» удостоился положительных оценок за свой сюжет, анимацию, техническое исполнение и яркое цветовое оформление. Вместе с тем критики отмечали обилие жестоких, кровавых и обнажённых сцен, которые временами становятся «слишком грубыми и раздражающими». Представители прессы сошлись во мнении, что первые минуты просмотра аниме шокируют зрителя и дают ясное представление обо всём сериале; сообщалось также о том, что сериал на всём своём протяжении держит зрителя в напряжении. Критики отмечали наличие клишированных моментов, часто встречающихся в других аниме-сериалах (к числу которых относятся, например, амнезия и небольшой гарем вокруг главного героя). Обозреватели Терон Мартин, Крис Истел и Джозеф Лашик упоминали об удачном сочетании в аниме различных жанров. Персонажи удостоились как положительных, так и отрицательных отзывов. Английский дубляж от ADV Films подвергался критике за неудачное исполнение и неточности в переводе, аналогичные претензии касались и русского издания от MC Entertainment.
Стиг Хогсет в рецензии THEM Anime назвал сериал «весьма специфическим шоу, которому присущи как хорошие, так и плохие отличительные черты, и которое подойдёт не каждому желающему». Среди достоинств рецензент отмечал красивую анимацию и хорошо выглядящих персонажей, вместе с тем он затронул присутствующую в аниме тему педофилии. Он писал, что окружающая обстановка не отличается разнообразием. Хогсет также говорил о наличествующих в сериале комедийных моментах, которые в основном связаны с шалостями Ню. Оценка составила 4 балла из 5. Доминик Лаено посчитал, что «Эльфийскую песнь» можно рассматривать либо как довольно напряжённую, но понятную и эксцентричную драму, либо как связанную с воспоминаниями трагедию. Обозреватель раскритиковал работу режиссёра Мамору Камбэ, отметив, что многие сложные моменты поданы в слишком явном виде, а также то, что драматический сериал преисполнен сентиментальностью. Несмотря на высказанные замечания, рецензент счёл «Эльфийскую песнь» интересным аниме.
Терон Мартин из Anime News Network в своей рецензии писал, что «Эльфийская песнь» — «одно из тех редких аниме, которые производят сильное впечатление на зрителя и на длительное время остаются в его памяти». Рецензент выразил мнение, что сериал не подойдёт зрителям, которые не переносят чрезмерно жестоких сцен; остальные же могут счесть аниме за привлекательную хоррор-серию, наполненную тайнами и романтикой. Сильное влияние на зрителя, по мнению обозревателя, оказывает совокупность стандартных элементов и новых составляющих (в частности, он писал о необычном сочетании ужасов, романтики и драмы). Мартин сравнил Ню с персонажем манги «Чобиты» Ти, отметив схожесть в их поведении. Из достоинств он также выделял качественное музыкальное сопровождение и сбалансированность звука. В обзоре последнего DVD Мартин выразил мнение, что концовка сериала может не понравиться поклонникам.
Тодд Дуглас в обзоре DVDTalk положительно отозвался об аниме, назвав его «интригующим, сильным, тревожащим и привлекательным шоу». Большую роль в аниме, по мнению рецензента, играет раздвоение личности Люси. В качестве небольших недостатков рецензент выделил слишком вялое начало и неоднозначное окончание. Обозреватель порекомендовал сериал для просмотра. Крис Истел в рецензии Animefringe писал о том, что в «Эльфийской песни», в отличие от большинства аниме, жестокость изображена невероятно шокирующей и наглядной. Среди достоинств он отметил красивую прорисовку окружающей обстановки, которая не производит впечатления компьютерной графики. Особенно рецензента впечатлил бой между двумя диклониусами. Он также благоприятно оценил дизайн персонажей, назвав его «красочным и милым», а дизайн Люси счёл «весьма ироничным». Истел оставил положительный отзыв о музыкальном сопровождении аниме. Главную тему Lilium он назвал «мрачной, но красивой», а также выразил мнение, что для усиления атмосферы жестокости музыка временами перестаёт играть.
Таша Робинсон в своей рецензии писала, что начало «Эльфийской песни» сочетает в себе три разных оттенка: заставка выполнена в высокохудожественном стиле, начало аниме преисполнено гротескностью и чрезмерной жестокостью, а после побега Люси сюжет перетекает в идеализированную романтическую историю; перечисленные тона на протяжении сериала никогда не сливаются. Рецензент назвала всех персонажей глупцами, хотя оговорилась, что они имеют серьёзную мотивацию и сильные чувства. Она также отметила схожесть некоторых элементов оригинального аниме с сериалами Чобиты и 3×3 Eyes. Было высказано итоговое мнение, что хотя сериал может показаться немного неприятным, он вызывает любопытство со стороны зрителя. Обозреватель сайта Gamerz-Edge порекомендовал аниме для просмотра всем, кто интересуется изображением жестокости.
Владислав Никиткин в рецензии журнала «АниМаг» сравнил «Эльфийскую песнь» с аниме Ayashi no Ceres, отметив схожесть в сюжетах обоих произведений. В качестве недостатков обозреватель указал слабую проработку и примитивный дизайн персонажей, а также посредственный сюжет. Из положительных сторон он выделил красивые задние фоны и качественное звуковое оформление. Евгений Кан в своей рецензии писал о том, что необычность аниме «Эльфийская песнь» обусловлена контрастом между комедией и уровнем насилия. Основной мыслью сериала обозреватель назвал «жестокость, ложь, насилие и человеческую несправедливость». Об издании MC Entertainment был оставлен преимущественно отрицательный отзыв — из его недостатков Кан выделил неудовлетворительное качество озвучки, отсутствие в издании 14-й серии, отсутствие перевода открывающей и закрывающей заставок, а также многочисленную рекламу.